# Йоссі Мелман
Йоссі Мелман (27 грудня 1950, Польща) — ізраїльський автор і журналіст.
Мелман емігрував до Ізраїлю в 1957 році й приєднався до молодіжної організації Гашомер Гацаїр. Пізніше закінчив Єврейський університет в Єрусалимі з історії та міжнародних відносин. Він був науковим співробітником Гарманського університету. Йоссі Мелман є кореспондентом ліберальної щоденної газети «Гаарец» для військової та секретної служби.

## Політичні думки
Мелман сказав, що бачить себе в лівому спектрі, що Ізраїль повинен покинути окуповані території, щоб жити в мирі з палестинською державою. Однак Йоссі Мелман вважає, що палестинцям не слід надавати право на повернення, оскільки це призведе до недійсності ідеї рішення двох держав у свідомості ізраїльтян.
В інтерв'ю австрійській газеті «Der Standard» щодо Ірану та його ядерної програми він відповів на питання, як бачить переговори між австрійською компанією OMV та Іраном: «Хоча я розумію австрійську дилему щодо енергетичних інтересів: газ -Угода OMV повинна була бути відкладена або хоча б по-іншому домовлені. Австрія повинна була попросити щось. Вам повинно бути набагато важче. Загалом, ми набагато занадто поступаємося з Іраном — подумайте лише про швейцарського президента, який гуляє в Тегерані з хусткою. Ми поважаємо вас, але навіть не сподіваємось, що ви нас поважатимете. Австрія повинна наслідувати німецький приклад: Німеччина є найкращим союзником Ізраїлю, кращою за США, оскільки немає інтересів, пов'язаних із підтримкою Німеччини Ізраїлем.»
У статті для Хаареца Йоссі Мелман зазначив, що якби він був радником безпеки Бенджаміна Нетаньяху, він порадив би йому напасти на Іран.

## Нагороди
Мелман у 2008 році отримав премію Соколова за друковані та електронні засоби масової інформації за доповідь про іорданського палестинця, незаконно затриманого американськими, ізраїльськими та йорданськими службами безпеки.

## Твори
- Головний терорист: справжня історія Абу-Нідала. Переклад англійською мовою Шмуель Гіммельштайн. Адама Книги, 1986, ISBN 0-915361-52-3.
- Недосконалі шпигуни. Історія ізраїльської розвідки. з Даном Равівом . Sidgwick & Jackson, London 1989, ISBN 0-283-99710-9.
- За повстанням: ізраїльтяни, йорданці та палестинці. Greenwood Press, 1989, ISBN 0-313-26787-1.
- Нові ізраїльтяни: погляд на людей, що змінюються. Carol Publishing Corporation, 1992, ISBN 1-55972-129-4.
- Кнессет і Кібуц. Історія держави Ізраїль. Гольдманн, Мюнхен 1993, ISBN 3-453-07023-2.
- Друзі в справі: Всередині американсько-ізраїльського альянсу. З Даном Равівом. Hyperion Books, 1994, ISBN 0-7868-6006-5.
- Кожен шпигун-принц: повна історія розвідувальної спільноти Ізраїлю. 1990, ISBN 0-395-47102-8 .
- Історія Моссаду. Підйом та падіння ізраїльських спецслужб, з Даном Равівом. Мюнхен 1992, ISBN 3-453-05805-4
- Ядерний сфінкс Тегерану: Махмуд Ахмадінеджад і Держава Іран. 2008, ISBN 978-0-7867-2106-1.
- Шпигуни проти Армагедона: всередині таємної війни Ізраїлю. Книги Левант, Морська скеля, Нью-Йорк, США, 2012, ISBN 978-0-9854378-3-1.